# Flash Gordon Conquers the Universe
Flash Gordon Conquers the Universe är en amerikansk science fiction-seriefilm i 12 delar från 1940.

## Handling
När en epidiemi härjar på Jorden upptäcker Dr. Zarkov att en rymdfarkost från Mongo sprider ett ämne i Jordens atmosfär. Blixt Gordon, Dale Arden och Zarkov ger sig av mot Mongo för att rädda Jorden.

### Fotnoter
1. ↑  ”Flash Gordon Conquers the Universe”. Filmtipset. 28 februari 1940. http://nyheter24.se/filmtipset/film/flash-gordon-conquers-the-universe.html. Läst 4 oktober 2014.